# Desire (sång)
Desire är en låt framförd av Claudette Pace. Den är skriven av Philip Vella och Gerard James Borg.
Låten var Maltas bidrag i Eurovision Song Contest 2000 i Stockholm i Sverige. I finalen den 13 maj slutade den på åttonde plats med 73 poäng.